# Ernst Juch (Maler)

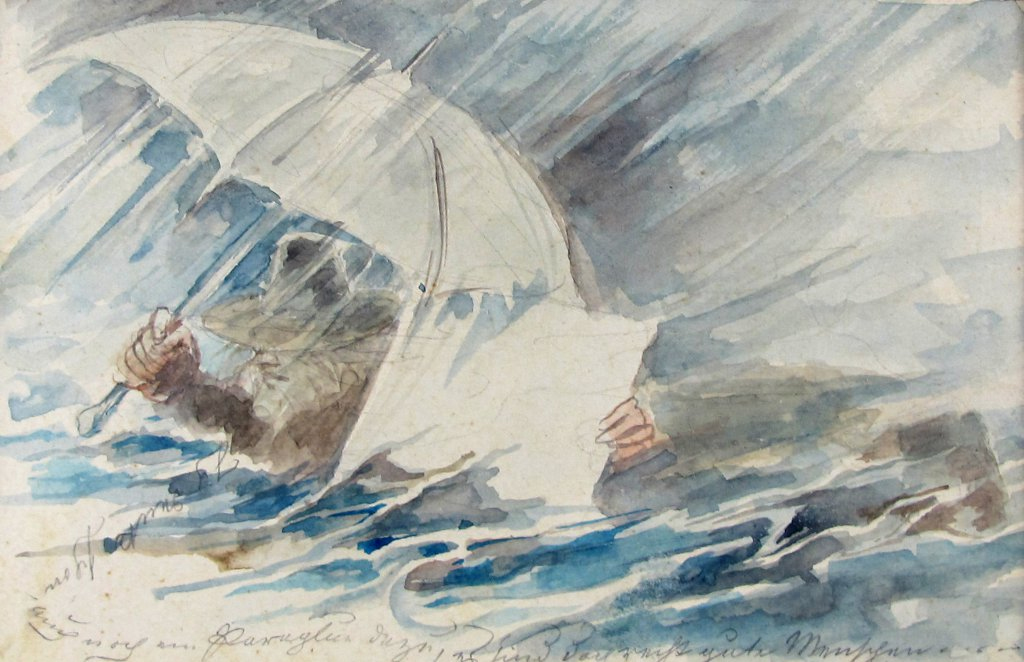
Aquarelle

Ernst Juch (* 25. April 1838 in Gotha; † 5. Oktober 1909 in Wien) war ein österreichischer Maler, Zeichner, Bildhauer, Illustrator und Karikaturist.

## Leben
Im Alter von zweì Jahren verwaist, wurde Ernst Juch Schüler beim Hofbildhauer Eduard Wolfgang (1825–1874), arbeitete ab 1857 als Modelleur in der Porzellanmanufactur Plaue in Thüringen und wurde ab 1858 in Passau und ab 1859 in Wien als Bildhauer tätig. Er modellierte Bronzefiguren.
Juch begann auch Zeichnungen politischer Satiren und Karikaturen an die Zeitschriften „Reibeisen“, „Grader Michel“ und seit 1867 „Figaro“ zu liefern.
Er wurde 1879 Mitglied der Künstlergruppe „Die Anzengrube“ (Ludwig Anzengruber, Rudolf von Alt, Rudolf Hawel, Ludwig Martinelli, Vinzenz Chiavacci u. a.). 1883 wurde er Mitglied der Genossenschaft bildender Künstler „Künstlerhaus Wien“.
Neben seiner Hauptbeschäftigung als Pressezeichner malte er auch Ölbilder und gestaltete Kleinplastiken.
Juch zeichnete Karikaturen auf den 1869 in Österreich eingeführten Postkarten, und verschickte sie an seine Freunde.
1892 illustrierte er das Buch von J. Berndl „Allerlei Weisen und Märlein“.
Alois Hänisch war privater Zeichenschüler bei Juch, bevor er das Studium an der Wiener Kunstgewerbeschule antrat.